# Goce Delčev (grad)
Goce Delčev (bugarski: Гоце Делчев), je grad u Bugarskoj, upravno je središte Oblasti Blagoevgrad sa svojih 23 573 stanovnika.

## Povijest
1951. godine grad je prezvan iz svog starijeg imena  Nevrokop u Goce Delčev po slavnom bugarskom revolucionaru i borcu za nacionalno oslobođenje Goce (Đorđi) Nikolov Delčev. Nevrokop je bio sjedište kaze u "Sandžaku Seres" u  Solunskom Vilajetu  prije Balkanskih ratova.
Pored grada Delčeva nalaze se ostatci utvrđenog rimskog grada iz II st. kojeg su podigli u znak proslave pobjede nad Dačanima. Grad se zvao  "Nikopolis ad Nestrum ". Danas se vrše intenzivna iskapanja na tom nalazištu, grad je pronađen 1986.
U Delčevu je otvorena suvremena endrokrinološka bolnica Симбол на надеждата (prevedeno znak nade), ustanovljena uz pomoć Unije slobodnih evangeličkih crkava iz Njemačke.

## Vanjske poveznice
- Općina Goce Delčev- gradovi i sela
- Slike iz Goce Delčeva